# Johan Van Hecke
Johan Jozef Marie Clara Van Hecke, né le 2 décembre 1954 à Gand est un homme politique belge flamand, membre de l'Open VLD.
Il est licencié en sociologie médicale (1978).
Il fut assistant en sociologie à la KUL (1978-1980), chef du service d'études et professeur au HIPB (institut supérieur des professions paramédicales) de Gand (1980-1983). Il fut directeur de l'institut de formation du PPE en Afrique du Sud (1997-1999).

## Fonctions politiques
- 1983-1986 : Président national des jeunes CVP
- 1993-1996 : Président général du CVP
- 1983-1988 : Conseiller communal d'Oosterzele
- 1989-1997 : Bourgmestre d'Oosterzele
- depuis 2001 : Conseiller communal d'Ostende
- 1985-1997 : Député à la Chambre des représentants
- 1999-2009 : Député au Parlement européen

## Décoration
- Commandeur de l'ordre de Léopold (2009)[1]